# Xysticus bharatae
Xysticus bharatae är en spindelart som beskrevs av Gajbe 1999. Xysticus bharatae ingår i släktet Xysticus och familjen krabbspindlar. Inga underarter finns listade i Catalogue of Life.